# Football Club Lausanne-Sport
Il Football Club Lausanne-Sport è una società calcistica svizzera con sede nella città di Losanna, parte della società polisportiva Lausanne-Sports. Oggi milita in Super League, la prima divisione del campionato svizzero.
Il club gioca le sue partite casalinghe nello Stade de la Tuilière inaugurato il 29 novembre 2020.

## Storia

### Dalla nascita fino al fallimento (1896-2003)

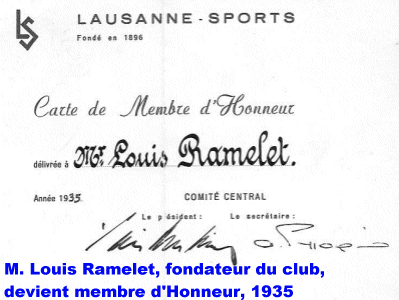
Tessera onoraria di Louis Ramelet, uno dei fondatori del club.

Fondato in una sera dell'autunno 1896 da sette adolescenti losannesi con il nome di Montriond Lausanne, dopo aver disputato alcune gare amichevoli, nel 1902 il club ingloba a sé la sezione calcistica del Lausanne Football and Cricket Club, fondata nel 1860 e nota da alcuni storici come la più vecchia squadra di calcio del continente europeo.
Nello stesso anno partecipa al suo primo campionato di Serie A, venendo eliminato ai gironi.
Dopo la fine della stagione regolare, il 10 aprile del 1903 diventa invece la prima squadra straniera a disputare una gara in territorio italiano, invitata dalla Juventus al Velodromo Umberto I.
Negli anni successivi il club tenta più volte l'ascesa al titolo nazionale, fermandosi sempre alla fase a gironi; l'unico successo è affibbiato alla squadra delle riserve, che nel 1906 conquista la Série B.
Nel 1912 la prima squadra vince il suo primo campionato nazionale, battendo nel girone finale Aarau e Old Boys Basilea. L'anno successivo la formazione si aggiudica il torneo olimpico di Losanna (manifestazione organizzata in occasione del I Congresso Olimpico) sconfiggendo in finale l'AS Française per 7-0.
Tra il 1914 e il 1918, con lo scoppio della Prima guerra mondiale il Montriond continua a disputare manifestazioni nazionali, senza ottenere grossi risultati, permettendosi anche di organizzare nel 1915 una tournée in Spagna e in Portogallo, ottenendo vittorie contro Porto, Sporting Lisbona e Real Madrid.
Il 17 aprile 1920 si fonde con il club di ginnastica Hygiénique de Lausanne, con la quale dà vita a una polisportiva sotto il nome di Lausanne-Sports.
Nel 1932 prende parte alla nuova massima serie ridenominata "Lega Nazionale", che vince dopo aver battuto nello spareggio per il titolo lo Zurigo. 
Nel 1935 e nel 1936 i biancoblù si ripetono in campionato. Nel 1935 realizzano addirittura un double grazie alla vittoria della Coppa Svizzera.
Nel 1939, al Wankdorf di Berna, il Lausanne-Sports conquista una nuova Coppa Svizzera e, nel 1944, riesce nuovamente a vincere sia in campionato, sia in coppa. Negli anni seguenti tra le fine degli anni quaranta e l'inizio degli anni cinquanta, la formazione arriva nuovamente in finale di Coppa Svizzera per due volte: nel 1947, dove viene battuta dal Basilea, e nel 1950, dove davanti a 42 000 spettatori conquista la sua quarta coppa nazionale mentre. Nel 1951 torna invece al successo in campionato; mentre nel 1958 prende parte alla Coppa delle Fiere, dove raggiunge le semifinali.
Dopo un digiuno durato per il resto degli anni cinquanta, gli anni sessanta segnano il ritorno dei vodesi ai vertici del calcio elvetico. Nel 1961 s'impongono in Coppa Svizzera (ai rigori contro il Bellinzona) e si ripetono nel 1964. L'anno successivo (dopo aver vinto il campionato) raggiungono i quarti di finale della Coppa delle Coppe inchinandosi al West Ham Utd di Bobby Moore.
Il Losanna conquista la coppa nuovamente nel 1981 contro lo Zurigo, campione nazionale in carica e favorito alla vittoria finale. Dopo l’acquisto del club da parte dell’imprenditore franco-polacco Waldemar Kita nel 1998, vince in rapida successione altre due coppe: nel 1998 contro il San Gallo e nel 1999 contro il Grasshoppers.
Partecipa poi all'ultima edizione della Coppa delle Coppe, quella 1998-1999, arrendendosi soltanto ai futuri campioni della Lazio ai sedicesimi di finale.
Nel 2000 raggiunge i sedicesimi della Coppa UEFA dopo aver sconfitto Cork City, Torpedo Mosca e Ajax. Si tratta dell'ultima vera soddisfazione per i tifosi che, il 4 marzo 2002, vedono la propria squadra retrocessa a tavolino in Challenge League per motivi finanziari, e che l'anno seguente assistono al fallimento del club.

### Ritorno ai massimi livelli ed era Ineos (2003-)
Il 13 giugno 2003 la società rinasce sotto il nome di Football Club Lausanne-Sport ed è ammessa alla Seconda Lega interregionale. Al primo campionato in questa categoria il Lausanne-Sport centra il primo posto e la promozione. Per il campionato 2004-2005 in Prima Lega il Losanna accoglie il ritorno di Stéphane Chapuisat, che ha deciso a fine carriera di tornare a Losanna. Grazie alle sue reti la squadra vince subito il campionato di Prima Lega e sale in Challenge League. La seconda serie.
Alla prima stagione, nel 2005-2006, malgrado le 16 reti di Chapuisat il Losanna si classifica al terzo posto della Challenge League non ottenendo una promozione per la Super League. Gli anni successivi disputa alcune stagioni di Challenge League poco brillanti, piazzandosi tredicesimo nel 2006-2007, dodicesimo nel 2007-2008 e settimo nel 2008-2009. Nel campionato 2009-2010, nonostante il decimo posto nella seconda serie nazionale, il Losanna riesce a raggiungere la finale di Coppa Svizzera, dove viene sconfitto 6-0 dal Basilea. Nonostante ciò si qualifica per il secondo turno preliminare di UEFA Europa League, essendo il Basilea qualificato per la UEFA Champions League in quanto campione nazionale.
La stagione 2010-2011 vede il club impegnato su due fronti: Challenge League ed Europa League.
In quest'ultima les Seigneurs de la Nuit, inseriti nel girone F insieme a CSKA Mosca, Palermo e Sparta Praga, vengo eliminati subito con un solo punto conquistato. In campionato invece, a sette giornate dal termine del campionato, la squadra si ritrova al quarto posto con 14 punti di ritardo sul Lugano, tuttavia proprio in queste ultime gare avviene il crollo del Lugano e del Vaduz e il Losanna, raccogliendo 21 punti su 21, finisce il campionato di Challenge League al primo posto, sinonimo di promozione diretta in Super League, facendo così il suo ritorno nella massima divisione del campionato svizzero dopo nove anni di assenza.
Dopo vari anni stabili in massima serie, nel corso della stagione 2017-2018 il club viene acquistato dalla società britannica Ineos.
Nonostante gli investimenti da parte della nuova proprietà nel corso della sessione di calciomercato invernale, il club elvetico conclude l'annata all’ultimo posto, sancendo il suo ritorno in Challenge League.
Nel 2021 i biancoblù tornano in Super League, per poi essere retrocessa di nuovo alla fine della stagione successiva. Dopo una stagione in Challenge League ritorna nella maggiore massima svizzera.

## Colori e simboli

### Simboli

#### Stemmi

Stemma usato dal 2009 al 2018.
Stemma in uso dal 2018.

## Strutture
Nei primi anni di vita il club ha giocato in diversi terreni.
All'inizio degli anni cinquanta, in vista del campionato del mondo 1954 in Svizzera venne progettato dall’architetto Charles-François Thévenaz lo Stade Olympique de la Pontaise. Quest'ultimo, che inizialmente aveva una capacità di 50 000 spettatori, venne usato come impianto sportivo del club fino al 2020.
Nel 2014, il comune di Losanna indisse un concorso per la costruzione di un nuovo stadio, che avrebbe dovuto rimpiazzare l’ormai vecchio la Pontaise, come parte di un progetto di riqualificazione urbana denominato Métamorphose.
L'impianto venne completato nel 2020. Il 13 novembre dello stesso anno ospitò il suo primo incontro, un'amichevole tra il Losanna e il Neuchâtel Xamax vinta dai padroni di casa per 3-0.

## Allenatori e presidenti

### Allenatori
- 1922-1923  Billy Hunter
- 1925  Jimmy Hogan
- 1928  Fred Spiksley
- 1931-1932  Robert Pache
- 1933-1934  Jimmy Hogan
- 1934-1935  Alv Riemke
- 1939  Fritz Kerr
- 1943-1945  Fritz Leonhardt et Georg Baumgartner
- 1945-1950  Louis Maurer
- 1950-1951  Béla Volentik
- 1951-1953  Jacques Spagnoli
- 1953-1954  Joseph Schaefer
- 1954-1955  Bram Appel
- 1955-1957  Fernand Jaccard
- 1957-1960  Walter Presch
- 1960-1961  Albert Châtelain (luglio - gennaio)
- 1961-1962  Charles Marmier e  Frank Séchehaye (gennaio - luglio)
- 1962-1964  Jean Luciano (luglio - maggio)
- 1964  Roger Reymond et Roger Bocquet (maggio - luglio)
- 1964-1965  Roger Reymond
- 1965-1966  Kurt Linder
- 1966-1967  Wilhelm Hahnemann
- 1967-1972  Roger Vonlanthen (luglio - febbraio)
- 1972-1974  Louis Maurer (febbraio - luglio)
- 1974-1976  Paul Garbani
- 1976-1979  Miroslav Blažević
- 1979-1982  Charly Hertig
- 1982-1984  Péter Pázmándy
- 1984-1987  Radu Nunweiller
- 1987-1993  Umberto Barberis
- 1993-1994  Marc Duvillard
- 1994-1995  Martin Trümpler
- 1995-1998  Georges Bregy (luglio - ottobre)
- 1998  Radu Nunweiller e  Pierre-André Schürmann (ottobre - luglio)
- 1998-2001  Pierre-André Schürmann (luglio - gennaio)
- 2001  Victor Zvunka (gennaio - luglio)
- 2001-2002  Radu Nunweiller (luglio - gennaio)
- 2002  Umberto Barberis (gennaio - luglio)
- 2002-2003  Pablo Iglesias (luglio - marzo)
- 2003  Gabriel Calderón (marzo - luglio)
- 2003-2004  Jochen Dries (luglio - aprile)
- 2004-2006  Gérard Castella (aprile - maggio)
- 2006  Alain Geiger (giugno - novembre)
- 2006-2007  Patrick Isabella (novembre - gennaio)
- 2007  Stéphane Hunziker (gennaio - giugno)

 Umberto Barberis (giugno - dicembre)
- 2007-2008  Thierry Cotting (dicembre - ottobre)
- 2008-2010  John Dragani (ottobre - marzo)
- 2010  Árpád Soós (marzo - giugno)
- 2010-2012  Martin Rueda (giugno - maggio)
- 2012-2013  Laurent Roussey (giugno - ottobre)
- 2013  Alexandre Comisetti (ottobre - novembre)
- 2013-2014  Henri Atamaniuk (novembre - ottobre)
- 2014  Francesco Gabriele (luglio - ottobre)
- 2014-2015  Marco Simone (ottobre - marzo)
- 2015-2018  Fabio Celestini (aprile - aprile)
- 2018  Ilija Borenović (aprile - maggio)

 Alex Weaver (maggio)
- 2018-2021  Giorgio Contini
- 2021-2022  Ilija Borenović (maggio - febbraio)
- 2022  Alain Casanova (febbraio - maggio)
- 2022-  Ludovic Magnin

### Presidenti

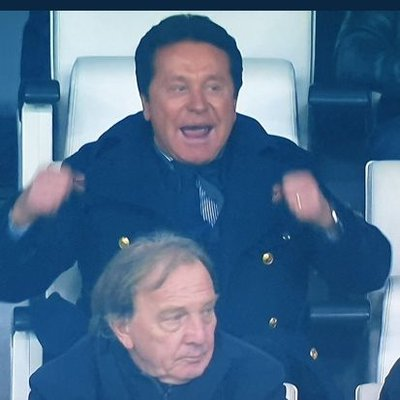
Waldemar Kita, presidente dal 1998 al 2001.

- 1896-1998  Sconosciuto
- 1998-2001  Waldemar Kita[14]
- 2001-2002  Bernard Jaton[15]
- 2002-2006  Philippe Guignard[16]
- 2007-2013  Jean-François Collet[17]
- 2013-2017  Alain Joseph[17]
- 2017-2019  David Thompson[18]
- 2019-2022  Bob Ratcliffe[19]
- 2022-  Leen Heemskerk[20]

## Calciatori

### Premi individuali dei giocatori
Capocannoniere del campionato svizzero
1935-1936  Willy Jäggi (30)
1964-1965  Pierre Kerkhoffs (19)
1972-1973  Ove Grahn (18)
1977-1978  Fritz Künzli (21)
1985-1986  Steen Thychosen (21)
Capocannoniere del campionato svizzero di seconda divisione
2015-2016  Jocelyn Roux (20)
2019-2020  Aldin Turkeš (22)
2022-2023  Brighton Labeau (19)

## Organico

### Rosa 2025-2026
Rosa e numerazione aggiornate al 19 luglio 2025.
| N. |                           | Ruolo | Calciatore            |
| -- | ------------------------- | ----- | --------------------- |
| 1  | Svizzera (bandiera)       | P     | Thomas Castella       |
| 2  | Francia (bandiera)        | D     | Brandon Soppy         |
| 5  | Svizzera (bandiera)       | D     | Bryan Okoh            |
| 6  | Belgio (bandiera)         | D     | Noë Dussenne          |
| 7  | Kosovo (bandiera)         | A     | Alban Ajdini          |
| 8  | Svezia (bandiera)         | C     | Jamie Roche           |
| 9  | Senegal (bandiera)        | A     | Kaly Sène             |
| 10 | Svizzera (bandiera)       | C     | Olivier Custodio      |
| 11 | Inghilterra (bandiera)    | A     | Nathan Butler-Oyedeji |
| 14 | Francia (bandiera)        | D     | Kévin Mouanga         |
| 17 | Costa d'Avorio (bandiera) | A     | Seydou Traoré         |
| 18 | Rep. del Congo (bandiera) | D     | Morgan Poaty          |
| 20 | Francia (bandiera)        | D     | Hamza Abdallah        |

| N. |                           | Ruolo | Calciatore          |
| -- | ------------------------- | ----- | ------------------- |
| 21 | Portogallo (bandiera)     | C     | Diogo Carraco       |
| 22 | Francia (bandiera)        | A     | Enzo Kana-Biyik     |
| 23 | Stati Uniti (bandiera)    | A     | Konrad de la Fuente |
| 25 | Croazia (bandiera)        | P     | Karlo Letica        |
| 27 | Mauritania (bandiera)     | A     | Beyatt Lekoueiry    |
| 43 | Austria (bandiera)        | A     | Manuel Polster      |
| 47 | Svizzera (bandiera)       | C     | Souleymane N'Diaye  |
| 49 | Svizzera (bandiera)       | C     | Ethan Bruchez       |
| 70 | Mali (bandiera)           | A     | Gaoussou Diakité    |
| 71 | Svizzera (bandiera)       | D     | Karim Sow           |
| 80 | Svizzera (bandiera)       | C     | Alvyn Sanches       |
| 93 | Costa d'Avorio (bandiera) | D     | Sékou Fofana        |
| 94 | Svizzera (bandiera)       | P     | Tim Hottiger        |

## Palmarès

### Competizioni nazionali
- Campionato svizzero: 7

1912-1913, 1931-1932, 1934-1935, 1935-1936, 1943-1944, 1950-1951, 1964-1965
- Coppa Svizzera: 9

1934-1935, 1938-1939, 1943-1944, 1949-1950, 1961-1962, 1963-1964, 1980-1981, 1997-1998, 1998-1999
- Prima Lega: 1

1931-1932
- Challenge League: 3

2010-2011, 2015-2016, 2019-2020

### Competizioni interregionali
- Seconda Lega interregionale: 1

2003-2004 (gruppo 1)

### Competizioni giovanili
- Blue Stars/FIFA Youth Cup: 1

1972
- Gallini Cup: 1

2024 (Under-16)

### Altri piazzamenti
- Campionato svizzero:

Secondo posto: 1946-1947, 1954-1955, 1961-1962, 1962-1963, 1968-1969, 1969-1970, 1989-1990, 1999-2000
Terzo posto: 1942-1943, 1945-1946, 1947-1948, 1949-1950, 1953-1954, 1965-1966, 1997-1998, 1998-1999
- Coppa Svizzera:

Finalista: 1936-1937, 1945-1946, 1946-1947, 1966-1967, 1983-1984, 1999-2000, 2009-2010
Semifinalista: 1931-1932, 1932-1933, 1939-1940, 1948-1949, 1954-1955, 1962-1963, 1970-1971, 1973-1974, 1976-1977, 1984-1985, 1989-1990, 2000-2001, 2001-2002, 2024-2025
- Coppa di Lega svizzera:

Finalista: 1980-1981
- Challenge League:

Secondo posto: 2022-2023
Terzo posto: 2005-2006
- Coppa delle Fiere:

Semifinalista: 1955-1958
- Coppa delle Alpi:

Finalista: 1973, 1978
Semifinalista: 1966
- Coppa Intertoto UEFA:

Semifinalista: 2001

## Statistiche e record

### Partecipazioni ai campionati

#### Campionati nazionali
Dalla stagione 1902-1903 alla 2025-2026 il club ha ottenuto le seguenti partecipazioni ai campionati nazionali:
| Livello | Categoria                         | Partecipazioni | Debutto   | Ultima stagione | Totale |
| ------- | --------------------------------- | -------------- | --------- | --------------- | ------ |
| 1º      | Serie A                           | 28             | 1902-1903 | 1929-1930       | 111    |
| 1º      | Prima Lega                        | 1              | 1930-1931 | 1930-1931       | 111    |
| 1º      | Lega Nazionale A/Super League     | 81             | 1931-1932 | 2025-2026       | 111    |
| 2º      | Prima Lega                        | 1              | 1931-1932 | 1931-1932       | 12     |
| 2º      | Lega Nazionale B/Challenge League | 11             | 2002-2003 | 2022-2023       | 12     |
| 3º      | Prima Lega                        | 1              | 2004-2005 | 2004-2005       | 1      |
| 4º      | Seconda Lega Interregionale       | 1              | 2003-2004 | 2003-2004       | 1      |

#### Tornei internazionali
Alla stagione 2023-2024 il club ha ottenuto le seguenti partecipazioni ai tornei internazionali:
| Categoria                     | Partecipazioni | Debutto   | Ultima stagione |
| ----------------------------- | -------------- | --------- | --------------- |
| Coppa dei Campioni            | 1              | 1965-1966 | 1965-1966       |
| Coppa delle Coppe             | 4              | 1962-1963 | 1998-1999       |
| Coppa UEFA/UEFA Europa League | 7              | 1971-1972 | 2010-2011       |
| Coppa Intertoto               | 3              | 1997      | 2001            |
| Coppa delle Fiere             | 9              | 1955-1958 | 1971-1972       |

### Statistiche individuali
Record di presenze e reti in tutte le competizioni ufficiali, comprese anche le partite di coppa.
Dati aggiornati al 15 marzo 2024.
| Record di presenze - 335 - Pierre-Albert Chapuisat (1964-1972; 1973-1976; 1980-1984) - 320 - Erich Burgener (1970-1981) - 304 - Robert Hosp (1959-1967) - 296 - Georges Vuilleumier (1966-1977) - 290 - Christophe Ohrel (1987-1992; 1996-2001) - 286 - Richard Dürr (1961-1971) - 281 - André Grobéty (1958-1968) - 279 - Charly Hertig (1958-1966; 1967-1970) - 271 - Marcel Parietti (1972-1984) - 270 - Erich Hänzi (1993-2000) | Record di reti - 154 - Robert Hosp (1959-1967) - 107 - Pierre Kerkhoffs (1964-1971) - 81 - Steen Thychosen (1985-1988) - 76 - Richard Dürr (1961-1971) - 76 - Georges Vuilleumier (1966-1977) - 67 - Kurt Armbruster (1960-1967) - 62 - Charly Hertig (1958-1966; 1967-1970) - 60 - Stéphane Chapuisat (1980-1985; 1987-1991; 2005-2006) - 59 - Robert Kok (1979-1984) - 53 - Pierre-André Schürmann (1986-1992) |